# マカノッチー
マカノッチー (英: Maconochie) は牛肉で出汁を取った薄いスープにカブ、ニンジン、タマネギ、インゲンマメを入れたシチューで、この料理を詰めた缶詰を製造していたアバディーンのマカノッチー社が名前の由来である。マカノッチーと言えば多くの場合、この缶詰を指している。
マカノッチー社はアーチボルト・マカノッチーと弟のジェームズがアバディーンに近いフレーザーボローに工場を設立した缶詰製造会社である。マカノッチーの缶詰はボーア戦争の際、イギリス軍兵士用のレーションとして製造され、そのまま第一次大戦でも配給された。大戦中は同盟国のフランス向けにも生産された。
マカノッチーの缶詰は前線の兵士にはすこぶる評判が悪かった。缶詰の添え書きには30分ほど湯煎するよう但し書きがあったが、前線の塹壕の中でそんな調理ができるわけがなく、冷めて牛脂が固まり、黒く変色したジャガイモの塊が入った缶詰は「温めたものはまだ食えるが、冷めたものは殺人級だ」と評された。カブとインゲンマメの相性も悪く、耐え難い悪臭を放っていた。そしてマカノッチーを食べるとおならを放つことがしばしば起こり、塹壕にいる兵士がおならの臭さに難渋したと言われている。